# Subrail Park
Il Subrail Park è uno stadio di rugby situato a Labasa sull'isola di Vanua Levu, nelle Figi.
Lo stadio ha una capacità totale di 10 000 persone.
Annualmente ospita partite di rugby come la Coppa Coloniale e la Coppa Sanyo, insieme alle partite della squadra locale (Labasa F.C.) di calcio.